# Sankt-Peterburg
Sankt-Peterburg (rus, Санкт-Петербу́рг, MFA [ˈsankt pʲɪtʲɪrˈburk], od 1914. do 1924. Petrograd, rus. Петроград, MFA [pʲɪtrɐˈgrat], od 1924. do 1991. Lenjingrad, rus Ленинград, MFA [lʲɪnʲɪnˈgrat]) je grad i federalni subjekt (savezni grad) u Rusiji, smješten na rijeci Nevi na vrhu Finskog zaljeva na Baltičkom moru. Često se pojednostavljeno naziva Peterburg (rus. Петербург) dok je neformalno poznat i kao Piter (rus. Питер, MFA [ˈpitʲɪr]), kako ga zovu njegovi stanovnici.
Relativno je mlad grad, nastao početkom 18. stoljeća, nakon što je Rusija od Švedske osvojila Ingriju. Osnovao ga je 27. svibnja 1703. car Petar I. Veliki, te je bio glavni grad Ruskog Carstva više od dvjesto godina (1713. – 1728. i 1732. – 1918.), do ruske revolucije 1917., kada je prijestolnica preseljena natrag u Moskvu. Sankt-Peterburg je s 5,3 milijuna stanovnika drugi najveći ruski grad, i četvrti u Europi nakon Istanbula, Londona i Moskve. Grad je značajno europsko kulturno središte i važna ruska luka na Baltičkom moru.
Sankt-Peterburg često se naziva najzapadnijim ruskim gradom. Među svjetskim gradovima s više od milijun stanovnika, Sankt-Peterburg je najsjeverniji. Povijesni centar Sankt-Peterburga i pripadajući ansambl, tvore mjesto svjetske baštine UNESCO-a. Grad je također sjedište muzeja Ermitaž, najveće umjetničke galerije u svijetu. Kao rusko političko i kulturno središte tijekom više od 200 godina, često se smatra ruskom "sjevernom prijestolnicom", te je tijekom svoje povijesti nazivan i Venecijom sjevera ili sjevernom Palmirom. U gradu je veliki broj stranih konzulata, sjedišta međunarodnih kompanija, banaka i drugih poslovnih subjekata. 

## Povijest
Ruski car Petar I. Veliki vodio je politiku kojom je u Rusiju želio uvesti zapadne vrijednosti, te je radi toga želio osnovati novu prijestolnicu bliže Europi, jer se u to doba do Moskve vrlo dugo putovalo. Dana 1. svibnja 1703., (julijanski kalendar), tijekom velikog sjevernog rata, Petar veliki osvojio je švedsku tvrđavu Nyenskans na rijeci Nevi u Ingriji. Nekoliko tjedana kasnije, 27. svibnja 1703., (16. svibnja po julijanskom kalendaru), više nizvodno, na otoku Zajači, 5 km od ušća rijeke u Finski zaljev, započeo je gradnju Petropavlovske tvrđave koja je postala prvom zidanom građevinom novoga grada. Grad je tada službeno nazvan po svom zaštitniku, apostolu Svetom Petru, ali mnogi smatraju da je njegov osnivač grad nazvao po sebi. Izvorno je ime trebalo zvučati nizozemski, jer je Petar Veliki cijenio nizozemsku kulturu kao i radi uvođenja zapadnjačkih vrijednosti u carsku Rusiju.
Bili su pozvani mnogi arhitekti, inženjeri i graditelji iz cijele Europe koji su isušili močvaran prostor i sagradili jedan od najmodernijih tadašnjih gradova. Prisilno su ga izgradili kmetovi iz cijele Rusije i švedski ratni zarobljenici pod nadzorom Aleksandra Daniloviča Menjšikova. Kasnije je postao središtem Gubernije Sankt-Peterburga, dok je 1712., prije nego što je rat 1721. završio mirom u Nystadu, glavni grad službeno premješten iz Moskve u Sankt-Peterburg. Grad, koji je postao baza širenja europskih utjecaja u Rusiji, bio je ruski prozor u Europu.
Tijekom prvih godina nakon osnivanja, spontano je izrastao oko Trga Trojstva kraj Petropavlovske tvrđave na desnoj obali Neve, ipak, Sankt-Peterburg uskoro se započeo razvijati prema zadanom planu. Do 1716., Domenico Trezzini razvio je projekt prema kojem će se centar grada smjestiti na Vasiljevskom otoku, oblikovan pravokutnom mrežom kanala. Projekt nije bio dovršen, ali još je evidentan u rasporedu ulica. 1716, Petar Veliki, imenovao je Jean-Baptistea Le Blonda glavnim arhitektom grada.
Petar Veliki, posebno je cijenio izgled Pariza i osobito Versaillesa, te su mnoge građevine izgrađene prema pariškom uzoru. Stil petrinskog baroka, kojeg su razvili Trezzini i drugi arhitekti, ilustriran zgradama kao što su Menjšikovska palača, Kunstkamera, Petropavlovska katedrala i Dvanaest kolegija, postao je početkom 18. stoljeća istaknut u gradskoj arhitekturi. Godine 1724., Petar Veliki je u Sankt-Peterburgu osnovao Rusku Akademiju Znanosti, Univerzitet i Akademsku gimnaziju.
Petar Veliki umro je 1725. Njegovo dugogodišnje autokratsko forsiranje modernizacije Rusije nailazilo je na znatno protivljenje staromodnog ruskog plemstva, što je rezultiralo s nekoliko atentata i slučajem izdaje u koju je bio upleten i njegov vlastiti sin. Radi toga, Petar II. svoje je sjedište preselio natrag u Moskvu. Ipak, četiri godine kasnije, za vrijeme carice Ane, Sankt-Peterburg ponovo je postao glavnim gradom Ruskog Carstva, status kojeg će zadržati idućih 186 godina, tijekom kojih je bio centar svih zbivanja u Rusiji.
Godina 1736. – 1737. grad su poharali katastrofalni požari. Da bi se ponovo izgradile uništene četvrti,  odbor kojim je predsjedao Burkhard Christoph von Münnich naručio je 1737. novi plan izgradnje. Grad je podijeljen na pet okruga, te je centar grada premješten u Admiralitetski okrug, smješten na istočnoj obali između Neve i Fontanke.
Razvio se duž tri radijalne ulice koje se sjeku kod Admiraliteta, danas poznate kao Nevski prospekt (koji se danas smatra glavnom ulicom grada), Ulica Gorohovaja i Voznesenjski prospekt.
Barokni stil dominirao je gradskom arhitekturom tijekom prvih šezdeset godina, s vrhuncem u elizabetanskom baroku, kojeg je naistaknutiji predstavnik bio Francesco Bartolomeo Rastrelli, 
arhitekt Zimskog dvorca. Tijekom 1760-ih, na baroknu arhitekturu nadovezala se neoklasična.
Komisija kamenih zgrada Moskve i Sankt-Peterburga, osnovana 1762., donijela je propis prema kojem niti jedna zgrada nesmije biti viša od Zimskog dvorca, i također je zabranila razmake između zgrada. Za vrijeme vladavine Katarine II. Velike 1760-ih - 1780-ih, na obalama Neve izgrađeni su granitni potporni zidovi.
Ipak, tek je 1850. dozvoljeno otvaranje prvog stalnog mosta preko rijeke (most Blagovešenjski), te su do tada korišteni samo pontonski mostovi. Kanal Obvodnji (prokopan 1769. – 1833.) postao je južnom međom grada.
Najznačajniji neoklasični arhitekti koji su djelovali u Sankt-Peterburgu (uključujući i arhitekte stila Empire) bili su Jean-Baptiste Vallin de la Mothe (Carska akademija umjetnosti, Mali ermitaž, Gostinji dvor, Novi holandski luk, Katolička crkva Svete Katarine), Antonio Rinaldi (Mramorni dvorac), Jurij Felten (Stari ermitaž, Česmenskaja crkva), Giacomo Quarenghi (Akademija znanosti, Teatar ermitaža, Dvorac Jusupov), Andrej Voronjihin (Rudarski institut, Kazanska katedrala), Andrejan Zaharov (zgrada Admiraliteta), Jean-François Thomas de Thomon (rt [Strelka] otoka Vasiljevski), Carlo Rossi (Dvorac Jelagin, Mihajlovski dvorac, Aleksandrovski teatar, zgrade Senata i Sinoda, Zgrada glavnog stožera, projekt mnogih ulica i trgova), Vasilij Stasov (Moskovska trijumfalna vrata, Katedrala Trojstva) i Auguste de Montferrand (Katedrala Svetog Isaka, Aleksandrov stup). Pobjeda nad Napoleonskom Francuskom u patriotskom ratu 1812., obilježena je mnogim spomenicima, uključujući Aleksandrov stup, podignut 1834. i Trijumfalna vrata Narva.
Godine 1825., ugušeni dekabristički ustanak protiv cara Nikole I., jedan dan nakon što je stupio na tron, odigrao se na Senatskom trgu.
Do 1840.-ih, neoklasična je arhitektura ustupila mjesto raznim stilovima romantizma, dominantnim do 1890-ih, kojih su glavni predstavnici bili Andrej Stackenschneider (Marijinski dvorac, Dvorac Beloseljski-Belozerski, Nikolajevski dvorac, Novi Mihajovski dvorac) i Konstantin Ton (Moskovski željeznički terminal). 
Oslobođenjem kmetova, poduzetim od Aleksandra II. 1861., i industrijskom revolucijom, priljev bivših seljaka u prijestolnicu znatno je porastao, te su na rubovima grada spontano izrasle siromašne četvrti. Sankt-Peterburg prestigao je Moskvu po broju stanovnika i industrijskom rastu i postao je četvrti po veličini grad i jedno od najvećih industrijskih središta u Europi.

### 20. stoljeće
Revolucija 1905. započela je u Sankt Peterburgu te se brzo proširila u provincije. Početkom prvoga svjetskog rata, grad je 1914. preimenovan u Petrograd, ime po kojem je već bio poznat na drugim slavenskim jezicima, jer je naziv Sankt Peterburg zvučao suviše njemački. Godine 1917., u Sankt Peterburgu je izbila februarska revolucija, koja je označila kraj Ruskog carstva, i kasnije iste godine oktobarska revolucija, započeta napadom krstarice Aurora na carski Zimski dvorac gdje je bila smještena privremena vlada, koja je na vlast dovela komuniste i Vladimira Lenjina. Blizina grada granici, prijetnja njemačkih bombardiranja i moguće invazije, kao i okupljanje protusovjetskih armija, prisililo je boljševike da glavni grad 12. ožujka 1918., presele u Moskvu, čime je Petrograd izgubio na značenju.
Godine 1919., tijekom ruskoga građanskog rata, Nikolaj Judenič je u napredovanju iz Estonije bio u prilici preoteti grad boljševicima, no Trocki je ipak uspio mobilizirati narod i natjerati ga u povlačenje. Od 1917. do 1920. mnogi su ljudi napustili grad, ili su bili izloženi crvenom teroru, te je broj stanovnika dramatično opao. Nadnevka 26. siječnja 1924., tri dana nakon Lenjinove smrti, grad je preimenovan u Lenjingrad, koji je sovjetska promidžba desetljećima glorificirala kao "koljevku revolucije" i "grad tri revolucije". Mnoga su mjesta u gradu, vezana uz Lenjina i revoluciju, sačuvana kao krstarica Aurora. Mnoge ulice i drugi toponomi također su preimenovani. Do 1930., preko 2 milijuna stanovnika napustilo je grad zbog komunističkih progona, većinom pripadnici gradskog plemstva i intelektualci, od kojih su mnogi emigrirali u zapadne zemlje.
1920-ih i 1930-ih siromašna su predgrađa ponovo izgrađena kao pravilno planirane četvrti, te je u to doba cvala konstruktivistička arhitektura. Sovjeti su nacionalizirali stanove i mnoge stanare prisilili na dijeljenje javnih stanova (komunalke). S 68 % stanovnika u javnim stanovima, 1930-ih Lenjingrad je bio grad s najvećim brojem komunalki. Godine 1935., osmišljen je koncept novoga urbanističkog plana, prema kojem bi se grad trebao širiti na jug i centar grada preseliti u tom smjeru. Konstruktivizam je napušten radi pompozne staljinističke arhitekture. Staljin je naredio izgradnju nove gradske vijećnice na Moskovskom prospektu, nove glavne gradske ulice tijekom sovjetske vladavine.
Od prosinca 1931., Lenjingrad je bio u upravnom smislu izdvojen iz Lenjijgradske oblasti. U to doba grad je uključivao Lenjingradski prigradski okrug, kojeg su neki dijelovi 1936. premješteni u Lenjingradsku oblast i pretvoreni u Vsevoložski rajon, Krasnoseljski rajon, Pargolovski rajon i Slutski rajon (preimenovan Pavlovski rajon 1944.).
Dana 1. prosinca 1934. ubijen je Sergej Kirov, omiljeni komunistički vođa Lenjingrada, što je bio povod za veliku čistku. Veće manjine Nijemaca, Poljaka, Finaca, Estonaca i Latvijaca, Sovjetska je vlada tijekom 1930-ih skoro u potpunosti protjerala iz Lenjingrada.
Za vrijeme drugog svjetskog rata, Lenjingrad je bio pod njemačkom opsadom od rujna 1941. do siječnja 1944., ili ukupno 872 dana. Opsada Lenjingrada bila je jedna najdužih, najrazornijih i najpogibeljnijih opsada većih gradova u suvremenoj povijesti. Grad je bio odsječen od većine snabdijevanja osim preko zaleđenog jezera Ladoga, te je umrlo više od milijun civila, većinom zbog izgladnjelosti. Mnogi su drugi bili evakuirani ili su sami uspjeli pobjeći, te je grad uglavnom bio napušten.
Radi herojske obrane grada i ustrajnosti preživjelih u opsadi, Lenjingrad je 1945. postao prvi sovjetski grad kojemu je dodijeljen naslov grada heroja. Listopada 1946., neki od bivših finskih teritorija duž sjeverne obale Finskog zaljeva osvojeni u zimskom ratu i sovjetsko-finskom ratu, premješteni su iz Lenjingradske oblasti u Lenjingrad i podijeljeni u Sestrosecki okrug i Kurotnji okrug, uključujući grad Terijoki (preimenovan 1948. u Zelenogorsk).
Lenjingrad, zajedno s mnogim predgrađima, ponovo je izgrađen tijekom posljeratnih desetljeća, djelomično prema prijeratnim planovima. Godine 1948., generalni plan Lenjingrada istaknuo je radijalni razvoj grada na sjeveru i jugu. Lenjingradski metro, sustav podzemnog brzog transportnog sustava, projektiran 1930-ih, otvoren je 1955. s prvih sedam stanica ukrašenih mramorom i bronzom. U međuvremenu, od 1949. do 1951., veliki broj istaknutih lenjingradskih članova Komunističke partije i njihove obitelji bili su optuženi za izdaju i namjeru da osnuju anti-sovjetsku organizaciju izvan njihove lokalne partijske ćelije. Mnogi su zatvoreni ili pogubljeni tijekom "Lenjingradske afere", iskonstruirane od središnjeg sovjetskog vodstva.
Godine 1953., Pavlovski okrug Lenjingradske oblasti je ukinut te su dijelovi teritorija, uključujući Pavlovsk priključeni Lenjingradu. Godine 1954., naselja Levašovo, Pargolovo i Pesohnji također su priključeni Lenjingradu.
Nakon smrti Josifa Staljina, napuštena je pretjerana kićenost staljinističke arhitekture. Od 1960-ih do 1980-ih, izgrađene su mnoge rezidencijalne četvrti u predgrađima grada s nizovima identičnih funkcionalističkih stambenih zgrada, te su se mnoge obitelji iz komunalki u središtu grada preselile u zasebne stanove. Uritsk je 1963. preimenovan u Ligovo i pripojen Lenjingradu, kao i Lomonosov 1978.
Dana 12. lipnja 1991., na referendumu održanom istoga dana kad i prvi ruski predsjednički izbori, 54% glasača odabralo je povratak na naziv "Sankt Peterburg" (promjena je službeno stupila na snagu 6. rujna 1991.). Mnogi drugi toponimi iz sovjetskog doba također su ubrzo preimenovani. Na istim izborima, Anatolij Sobčak postao je prvi demokratski izabrani gradonačelnik.
Krajem 1991., propadanje planske ekonomije i raspad Sovjetskog Saveza doveli su grad na rub gladovanja. Prvi puta nakon drugog svjetskog rata uvedeno je racioniranje, te je grad primao humanitarnu pomoć u hrani iz inozemstva. Grad se donekle oporavio tržišnim reformama u Rusiji. Od 1995. do 2004. sjeverni sektor metro linije Kirovsko-Viborgskaja bio je odsječen podzemnom poplavom, što je bila velika prepreka razvoju grada.
Godine 1996., grad je dobio status federalnog grada u Rusiji. Vladimir Jakovljev izabran za rukovodioca gradske uprave, čiji je naslov preimenovan iz "gradonačelnik" u "guverner". Jakovljev je podnio ostavku 2003., godinu dana prije istjeka mandata, te je kao nova guvernerka izabrana Valentina Matvijenko. Godine 2006., potvrđen je njen mandat guvernerke u gradskoj skupštini. Ponovo se zahuktala stanogradnja te su cijene nekretnina znatno porasle, što je stvorilo mnoge nove probleme u povijesnom dijelu grada.
Unatoč činjenici da je središnji dio grada pod zaštitom UNESCO-a, taj povijesni i arhitektonski ambijent je ugrožen. U gradu se još nalazi oko 8000 arhitektonskih spomenika, ali od 2005. nastavljaju se rušenja starijih zgrada u povijesnom centru. U tijeku je nekoliko novih građevinskih projekata, uključujući neboder Gazprom u centru Ohta.

## Zemljopis
Površina područja grada Sankt Peterburga je 605,8 km², dok je površina federalnog subjekta 1439 km², uključujući grad Sankt Peterburg (koji se sastoji od 81 okruga), 9 općinskih gradova - Koljpino, Krasnoje Selo, Kronštadt, Lomonosov, Pavlovsk, Peterhof, Puškin, Sestroreck, Zelenogorsk) – i 21 općinsko naselje.
Sankt Peterburg smješten je na središnjim nizinama tajge duž obala zaljeva Neve i otoka u delti rijeke na kopnenoj prevlaci između Baltičkog mora i jezera Ladoga, najvećeg europskog slatkovodnog jezera ledenjačkog postanka. Najveći su Vasiljevski otok (osim umjetnog otoka između kanala Obvodnji i Fontanke, i otoka Kotlin u Nevskom zaljevu), Petrogradski, Dekabristov i Krestovski, koji je zajedno s otocima Jeljagin i Kamenji većinom pokriven parkovima. Karelijska prevlaka, sjeverno od grada, popularna je turistička destinacija. Na jugu, Sankt Peterburg prelazi Baltičko-ladoški sloj i dotiče Ižorsku visoravan.
Nadmorska visina grada kreće se od nula metara do najviše točke od 175,9 m na brdu Orehovaja u Duderhofskom visočju na jugu. Dio gradskog područja zapadno od Litejnjskog prospekta nije viši od 4 m iznad mora, te je bio pogođen brojnim poplavama.
Poplave u Sankt Peterburgu izaziva dugački val u Baltičkom moru, prouzrokovan vremenskim uvjetima, vjetrom i plitkošču Nevskog zaljeva. Četiri najgore poplave dogodile su se 1824. (421 cm iznad razine mora, uništeno 300 zgrada), 1924. (380 cm), 1777. (321 cm), 1955. (293 cm) i 1975. (281 cm). Radi sprječavanja poplava, od 1979. je u izgradnji sanktpeterburška brana.
Od 18. stoljeća zemljište grada umjetno je podizano, na nekim mjestima za više od 4 m, spajanjem više otoka i promjenom hidrologije grada. Osim Neve i pritoka, druge značajne rijeke u Federalnom subjektu Sankt Peterburga su Sestra, Ohta i Ižora. Najveća su jezera Sestrorecki Razliv na sjeveru, Lahtinjski Razliv, Suzdaljska jezera i druga manja jezera.
Položaj Sankt Peterburga na ca. 60° S širine uzrok je varijacijama u trajanju dana između sezona, u rasponu od 5:53 do 18:50 sati. Početkom ljeta, od sredine svibnja do sredine srpnja, sumrak može trajati cijele noći, čuveni fenomen poznat kao bijele noći.

### Klima
Klima je vlažna kontinentalna, podvrste hladnog ljeta (Köppenova klasifikacija klime: Dfb), radi izraženog utjecaja baltičkih ciklona, s vrućim, kratkim ljetima i dugim oštrim zimama.
Prosječna je dnevna temperatura u srpnju 22 °C, dok je rekordna temperatura od 37 °C zabilježena tijekom ljetnog vala vrućine na sjevernoj polutci 2010. Zimska minimalna temperatura je oko -35 °C, dok je rekordna minimalna temperatura -35,9 °C, zabilježena 1883. Prosječna godišnja temperatura je +5,4 °C. Rijeka Neva unutar gradskog područja uobičajeno se zaleđuje u studenome-prosincu i odleđuje u travnju. Od prosinca do ožujka prosječno je 123 dana sa snježnim pokrivačem, do veljače prosječne debljine 24 cm. Godišnji period bez leda traje oko 135 dana. Grad ima neznatno topliju klimu u odnosu na predgrađa, te su vremenske prilike prilično promjenjive tijekom cijele godine.
Prosjek godišnjih oborina varira u raznim dijelovima grada, s općim prosjekom od 600 mm godišnje koji dostiže maksimum krajem ljeta. Vlaga tla je skoro uvijek visoka radi manje evapotranspiracije uzrokovane hladnom klimom. Vlažnost zraka je prosječno 78%, dok je godišnje prosječno 165 oblačnih dana.
| Klimatološki srednjaci za Sankt Peterburg | Klimatološki srednjaci za Sankt Peterburg | Klimatološki srednjaci za Sankt Peterburg | Klimatološki srednjaci za Sankt Peterburg | Klimatološki srednjaci za Sankt Peterburg | Klimatološki srednjaci za Sankt Peterburg | Klimatološki srednjaci za Sankt Peterburg | Klimatološki srednjaci za Sankt Peterburg | Klimatološki srednjaci za Sankt Peterburg | Klimatološki srednjaci za Sankt Peterburg | Klimatološki srednjaci za Sankt Peterburg | Klimatološki srednjaci za Sankt Peterburg | Klimatološki srednjaci za Sankt Peterburg | Klimatološki srednjaci za Sankt Peterburg |
| mjesec                                    | sij                                       | velj                                      | ožu                                       | tra                                       | svi                                       | lip                                       | srp                                       | kol                                       | ruj                                       | lis                                       | stu                                       | pro                                       | godina                                    |
| ----------------------------------------- | ----------------------------------------- | ----------------------------------------- | ----------------------------------------- | ----------------------------------------- | ----------------------------------------- | ----------------------------------------- | ----------------------------------------- | ----------------------------------------- | ----------------------------------------- | ----------------------------------------- | ----------------------------------------- | ----------------------------------------- | ----------------------------------------- |
| srednji maksimum, °C                      | −3,6                                      | −3,3                                      | 1,8                                       | 8,5                                       | 15,6                                      | 20,2                                      | 22,2                                      | 20,2                                      | 14,4                                      | 8,1                                       | 1,8                                       | −1,7                                      | 8,8                                       |
| srednja dnevna temperatura, °C            | −6,1                                      | −6,0                                      | −1,4                                      | 4,4                                       | 10,9                                      | 15,8                                      | 18,1                                      | 16,4                                      | 11,0                                      | 5,6                                       | −0,1                                      | −3,9                                      | 5,4                                       |
| srednji minimum, °C                       | −8,8                                      | −8,8                                      | −4,2                                      | 1,0                                       | 6,6                                       | 11,8                                      | 14,4                                      | 13,0                                      | 8,1                                       | 3,4                                       | −2,1                                      | −6,4                                      | 2,4                                       |
| oborine, mm                               | 40                                        | 31                                        | 35                                        | 33                                        | 38                                        | 64                                        | 78                                        | 77                                        | 67                                        | 65                                        | 56                                        | 49                                        | 633                                       |
| Izvor: Pogoda.ru.net 8/2010.              |                                           |                                           |                                           |                                           |                                           |                                           |                                           |                                           |                                           |                                           |                                           |                                           |                                           |

## Demografija
Sankt Peterburg drugi je najveći grad u Rusiji. Prema popisu 2002., federalni subjekt naseljava 4 661 219 stanovnika ili 3,21% ukupnog stanovništva Rusije. Popis 2002. zabilježio je 22 etničke skupine koje broje više od 1000 osoba. Etnički sastav je bio: Ruski 84,72%, Ukrajinski 1,87%, Bjeloruski 1,17%, Židovski 0,78%, Tatarski 0,76%, Armenski 0,41%, Azerski 0,36%, Gruzijski 0,22%, Čuvaški 0,13%, Poljski 0,10%, i mnogih drugih manjih etničkih skupina, dok se 7,89% stanovnika odbilo etnički izjasniti.
Tijekom 20. stoljeća grad je doživio nagle i znatne promjene broja stanovnika. Od 2,4 milijuna 1916. na manje od 740 000 do 1920. tijekom revolucije 1917. i građanskog rata. Veće manjine Nijemaca, Poljaka, Finaca, Estonaca i Latvijaca, vlada Sovjetskog Saveza skoro je u potpunosti protjerala iz Lenjingrada tijekom 1930-ih. Od 1941. do kraja 1943., radi ratnih operacija, gladi tijekom opsade ili evakuacije, stanovništvo je opalo s 3 milijuna na manje od 700 000. Nakon opsade, dio evakuiranog stanovništva se vratio, ali najveći je priljev bio migracijom iz drugih dijelova Sovjetskog Saveza. Grad je prihvatio oko 3 milijuna stanovnika tijekom 1950-ih, čiji je broj 1980-ih narastao na preko 5 milijuna. Od 1991. do 2006. broj je opao na aktualnih 4,6 milijuna, dok je prigradsko stanovništvo poraslo radi privatizacije zemlje i masovnog seljenja u predgrađa. Stopa nataliteta ostaje niža u odnosu na stopu mortaliteta, udjel osoba iznad 65 godina starosti veći je od 20% stanovništva, dok je prosječna dob oko 40 godina. Tijekom prve polovice 2007. stopa nataliteta bila je 9,1 ‰.
Stanovnici urbanog područja Sankt Peterburga većinom žive u stanovima. Između 1918. i 1990-ih,
nacionalizacija stanova prisilila je stanovnike ne dijeljenje zajedničkih stanova. S 68% stanovništva u zajedničkim stanovima 1930-ih, Lenjingrad je bio sovjetski grad s najvećim brojem komunalki. Premda većina stanovništva danas živi u zasebnim stanovima, zajednički stanovi i danas nisu neuobičajeni. Kako su od 1950-ih do 1980-ih građene nove četvrti na rubnim dijelovima grada, preko pola milijuna obitelji s niskim primanjima dobilo je besplatne stanove, te je kupljeno oko 100 000 dodatnih stambenih zgrada. Dok su ekonomske i društvene aktivnosti koncentrirane u povijesnom središtu, većina ljudi živi u metropolitanskom području.

## Uprava
Sankt Peterburg je Ruski federalni subjekt. Politički život grada reguliran je gradskom poveljom koju je gradska skupština prihvatila 1998. Vrhovna izvršna vlast je Gradska uprava Sankt Peterburga, koju predvodi guverner (do 1996. gradonačelnik). Sankt Peterburg ima jednodomnu skupštinu, Zakonodavnu Skupštinu Sankt Peterburga (Законода́тельное собра́ние Санкт-Петербу́рга).
U skladu sa saveznim zakonom izglasanim 2004., čelnike federalnih subjekata, uključujući i guvernera Sankt Peterburga, imenuje predsjednik Rusije i potvrđuju lokalne skupštine. Ako skupština ne odobri imenovanje, raspušta se. Aktualna guvernerka Valentina Matvijenko, potvrđena je u skladu s novim sustavom u prosincu 2006. Ona je trenutno jedina žena među guvernerima svih ruskih federalnih subjekata.
Grad Sankt Peterburg trenutno je podijeljen na osamnaest okruga (rajona). Također, grad je administrativno središte Lenjingradske oblasti, i Sjeverozapadnog saveznog okruga. Ustavni sud Ruske Federacije preseljen je iz Moskve u Sankt Peterburg u svibnju 2008.
Sankt Peterburg i Lenjingradska oblast, kao dva federalna subjekta, dijele neke lokalne odjele 
saveznih izvršnih službi i sudova, kao arbitražni sud, policiju, FSB, poštansku službu, upravu za suzbijanje droga, zatvorsku upravu, saveznu upravu za registraciju i druge savezne službe.

## Gospodarstvo
Sankt Peterburg jedan je od najvažnijih poslovnih i trgovačkih središta Rusije i jedna od najvažnijih trgovačkih luka, financijsko i industrijsko središte Rusije specijalizirano za trgovinu naftom i plinom, brodogradnju, zrakoplovno-svemirsku industriju, radio i elektroniku, sofvere i kompjutore. Razvijeni su također i transport, strojarska industrija, proizvodnja teških strojeva, uključujući tenkove i drugu vojnu opremu, rudarstvo, proizvodnja alata, crna i obojena metalurgija (proizvodnja aluminijskih legura), kemijska industrija, farmaceutika, medicinska oprema, izdavaštvo i grafička industrija, prehrambena industrija i ugostiteljstvo, veleprodaja i maloprodaja, tekstilna i industrija odjeće, i mnoge druge aktivnosti. Grad je bio također i sjedište Lessnera, jednog od dva najranija ruska proizvođača automobila (zajedno s Russo-Baltom). Kompanija koju je 1904. osnovao proizvođač alatnih strojeva i kotlova G. A. Lessner, (automobile je dizajnirao Boris Lutski) djelovala je do 1910.
10% svih pogonskih turbina u svijetu proizvedeno je u Lenjingradskom metalskom zavodu (LMZ), koji je izradio više od dvije tisuće turbina za elektrane u cijelome svijetu. Najveće lokalne industrije su Admiralitetsko brodogradilište, Baltičko brodogradilište, LOMO, Kirovski zavod, Elektrosila i Ižorski zavod. Između ostalih velikih ruskih kompanija, u gradu svoja sjedišta imaju i Sovkomflot, Peterbuška kompanija za gorivo i SIBUR.
Položaj na Baltičkom moru pogodan je za razvoj lučkih djelatnosti i trgovine Rusije s Europom i Amerikom. U gradu se nalaze tri velike teretne luke: Boljšoj port (velika luka), Kronštadt i Lomonosov. Međunarodni brodovi za krstarenje pristaju u putničkoj luci Morskoj vokzal na jugozapadu otoka Vasiljevski. Godine 2008., otvorena su prva dva pristaništa u novoj putničkoj luci na zapadu otoka. Ipak, lučke djelatnosti ograničava smrzavanje mora zimi. Nova luka dio je razvojnog projekta gradske "morske fasade" te bi sedam vezova trebalo biti u funkciji do 2010.
Grad je lučko čvorište morskog i riječnog prometa i ishodište jednog od najvećih svjetskih plovnih puteva, što Sankt Peterburg čini glavnom vezom između Baltičkog mora i ostatka Rusije kroz Volško-baltički vodení put, preko kojeg se može ploviti do Crnog mora i Kaspijskog jezera, također i kanalima povezanim s Bijelim morem. Kompleksni sustav riječnih luka na obje obale Neve povezan je sa sustavom morskih luka.
Sanktpeterburška kovnica (Monetni dvor), osnovana 1724., jedna od najvećih kovnica na svijetu, kuje ruske kovanice, medalje i značke. U gradu također djeluje i najveća i najstarija ruska ljevaonica, Monumentskulptura, gdje su izrađene tisuće skulptura i kipova koje sada ukrašavaju javne parkove Sankt Peterburga i mnogih drugih gradova. Brončani spomenici careva i drugih istaknutih povijesnih ličnosti i dostojanstvenika, kao i skulpture Petera Clodta von Jürgensburga, Paola Trubeckoja i Pavela Antokolskog između ostalih, izrađene su ovdje.
Godine 2007., Toyota je nakon investiranja 5 milijardi američkih dolara otvorila tvornicu Toyote Camry u Šušariju, jednom od južnih predgrađa grada. General Motors, Hyundai i Nissan potpisali su ugovore s ruskom vladom o izgradnji njihovih tvornica također u Sankt Peterburgu. Posljednjeg desetljeća u porastu je industrija automobila i automobilskih dijelova.
Sankt Petersburg je sjedište značajne pivske industrije i destilerija. Poznat je kao ruska "prijestolnica piva" (radi kvalitete lokalne vode) s udjelom od 30% proizvodnje piva u zemlji s pet velikih pivovara, Baltika (druga najveća europska pivovara) i Vena - obje u vlasništvu Carlsberg kompanije BBH, Heineken i Stenka Razin (obje u vlasništvu Heinekena) i Tinkoff (SUN-InBev). 
Russki Standart vodka, ruski vodeća robna marka votke, 2006. je otvorio u gradu novu, 60 milijuna američkih dolara vrijednu najsuvremeniju distileriju, na površini 30 000 m² i kapaciteta 4 milijuna kutija godišnje. Glavni razlog za izbor lokacije bila je blizina jezera Ladoga, izvora najmekše vode na svijetu. Russki Standart izvozi se u preko 70 zemalja.
U Sankt Peterburgu djeluje druga najveća građevinska industrija u Rusiji, uključujući izgradnju poslovnih zgrada, stanova i cestogradnju.
Godine 2006., gradski proračun bio je 179,9 milijardi rubalja, te je do 2012. u planu udvostručenje proračuna. BDP federalnog subjekta bio je 2005. 667 905,4 milijuna ruskih rubalja, što ga u Rusiji svrstava na 4. mjesto iza Moskve, Tjumenjske oblasti i Moskovske oblasti, ili 145 503,3 rubalja po glavi stanovnika, što ga svrstava na 12. mjesto među federalnim subjektima, čemu najviše doprinose veleprodaja i maloprodaja (24,7%), prerađivačka industrija (20,9%) i transport i telekomunikacije (15,1%).
Proračunski prihodi grada 2009. iznosili su 294,3 milijardi rubalja, dok su rashodi bili 336,3 milijardi rubalja. Proračunski deficit bio je 6,6 milijardi rubalja.

## Gradski pejzaž i znamenitosti
Središte Sankt Peterburga nema nebodera i karakterizira ga relativno niska linija horizonta. Aktualni propisi zabranjuju izgradnju visokih zgrada u centru. 310 metarski Sanktpeterburški televizijski toranj, najviša je građevina u gradu, dok je Petropavlovska katedrala, s tornjem visokim 122,5, daleko najviša zgrada. Ipak, u tijeku je kontroverzni projekt kojeg podupiru gradske vlasti poznat kao Centar Ohta, u sklopu kojeg je predviđena izgradnja 396 metarskog nebodera. Godine 2008., Svjetski spomenički fond uključio je Sanktpeterburšku povijesnu panoramu u popis 100 najugroženijih mjesta, radi očekivane izgradnje koja bi ju mogla drastično izmijeniti.
Za razliku od Moskve, povijesna arhitektura središta grada, koja se sastoji većinom od baroknih i neoklasičnih zdanja 18. i 19. stoljeća, uglavnom je sačuvana, iako je određeni broj zgrada porušen nakon dolaska Boljševika na vlast, tijekom opsade i u novije vrijeme. Najstarija od preostalih zgrada drvena je kuća koju je Petar Veliki 1703. izgradio na obali Neve kraj trga Trojstva. Od 1991., povijesni centar Petrograda i pripadajući ansambl u Sankt Peterburgu i Lenjingradskoj oblasti uvršteni su na popis mjesta Svjetske baštine UNESCO-a.
Cjelina Petropavlovske tvrđave i Petropavlovske katedrale zauzima dominatni položaj na otoku Zajači duž desne obale rijeke Neve. Svakog podneva top ispaljuje hitac s tvrđave. Sanktpeterburška džamija, jedna od najvećih u Europi, otvorena 1913., smještena je nedaleko na desnoj obali. Vrh otoka Vasiljevski, koji dijeli rijeku na dva manja rukavca, Boljšaja Neva i Malaja Neva, gdje se nalaze stara Sanktpeterburška burza i rostralni stupovi, povezan je sa sjevernom obalom Petrogradskog otoka Burzovnim mostom. Južna obala Vasiljevskog otoka duž Boljšaje Neve ističe neke od najstarijih gradskih zgrada iz 18. stoljeća, uključujući Kunstkameru, Dvanaest kolegija, Menjšikovsku palaču, Carsku akademiju lijepih umjetnosti i jedan od dva kampusa Sanktpeterburškog državnog univerziteta.
Na južnoj, lijevoj obali Neve, povezanoj Dvorskim mostom s vrhom otoka Vasiljevski, nalaze se zgrada Admiraliteta, ogromni kompleks muzeja Ermitaž, koji uključuje barokni Zimski dvorac, bivšu službenu rezidenciju ruskih careva, kao i neoklasični Mramorni dvorac. Zimski dvorac zatvara trg Dvorca, glavni gradski trg, na kojem se nalazi Aleksandrov stup.
Nevski prospekt, također smješten na lijevoj obali Neve, glavna je i najpoznatija gradska avenija duž koje su smještene brojne palače i trgovine. Proteže se od Admiraliteta do trga Dvorca, preko rijeke Mojke (Zeleni most), kanala Gribojedov (Kazanski most), ulice Sadovaja, Fontanke (most Aničkov), susreće s Litejnjim prospektom i nastavlja do trga Ustanka kraj Moskovskog željezničkog terminala, gdje se susreće s Ligovskim prospektom i skreće prema manastiru Aleksandra Nevskog. Pasaž, katolička crkva Sv. Katarine, Dom knjiga (bivša Art nouveau zgrada  Singer Manufacturing Company), Grand Hotel Europa, Luteranska crkva Sv. Petra i Sv. Pavla, Gostinji dvor, Nacionalna biblioteka Rusije, Aleksandrovski teatar iza Mikešinove statue Katarine Velike, Kazanjska katedrala, Stroganovski dvorac, Aničkov dvorac i Beloseljski-Belozerski dvorac, svi su smješteni duž te avenije. Manastir Aleksandra Nevskog, namijenjen čuvanju relikvija Aleksandara Nevskog, značajno je središte Kršćanskog učenja u Rusiji. 
Na području između Neve i Nevskog prospekta, smješteni su Hram spasa na krvi, Mihajlovski dvorac (sjedište Ruskog muzeja), Marsovo polje, Mihajlovski zamak, Ljetnji vrt, Tauridski dvorac, Institut Smoljni i Manastir Smoljni. Mnoge istaknute znamenitosti nalaze se zapadno i južno od zgrade Admiraliteta, uključujući Katedralu Trojstva, Marijinski dvorac, Hotel Astoria, čuveni Marijinski teatar, otok Nova Holandija, Katedrala sv. Izaka, najveća u gradu, i trg Senata s brončanim konjanikom, spomenikom Petru Velikome iz 18. stoljeća, jednim od najprepoznatljivijih simbola grada.
Drugi simboli Sankt Peterburga uključuju vjetrokaz u obliku malog broda na vrhu zlatnog tornja Admiraliteta, i zlatnog anđela na vrhu Petropavlovske katedrale. Noćno podizanje Dvorskog mosta, još je jedan od simbola grada. Svake noći, u razdoblju plovidbe od travnja do studenog, 22 mosta duž Neve i glavnih kanala podižu se radi prolaska brodova u i iz Baltičkog mora u skladu s rasporedom. Tek 2004., otvoren je prvi visoki most na Nevi, Veliki Obuhovski most, koji se ne mora podizati. U gradu se nalaze stotine manjih mostova, preko brojnih kanala i pritoka Neve, od kojih su najznačajniji Mojka, Fontanka, Gribojedov, Obvodnji, Karpovka i Smolenjka. Radi zamršene mreže kanala, Sankt Peterburg često se naziva Venecijom sjevera. Rijeke i kanali u centru grada obrubljeni su granitnim obalama. Obale i mostovi ograđeni su parapetima od granita i lijevanog željeza.
Južna predgrađa grada ističu se bivšim carskim rezidencijama, uključujući Peterhof, s veličanstvenim fontanama, vodopadima i parkovima, izgrađen po uzoru na Versailles, Carsko selo, s baroknim Katarininim dvorcem i neoklasičnim Aleksandrovom palačom, i Pavlovsk, gdje se nalazi palača cara Pavla i jedan od najvećih engleskih parkova u Europi. Ostale obližnje rezidencije, dio mjesta svjetske baštine, uključuju zamak i park u Gatčini, koja se nalazi na području Lenjingradske oblasti. Ističe se i Kronštadt, s fortifikacijama iz 19. stoljeća i pomorskim spomenicima na otoku Kotlin u Finskom zaljevu.
Od kraja 20. stoljeća, provedene su opsežne restauracije i izgradnja u određenom broju starijih gradskih rajona. Vlasti su nedavno bile prisiljene prenijeti vlasništvo državnih stanova na privatne zakupce. Mnoge su starije zgrade renovirane te se koriste za stanovanje. Neke od tih građevina, kao nova Robna burza, smatraju se greškama urbanističkog plana.

### Muzeji
Sankt Peterburg dom je više od dvije stotine muzeja, mnogih smještenih u povijesnim zgradama. 
Najveći je muzej, i jedna od najvećih znamenitosti grada, čuveni Ermitaž, koji u interijerima bivše carske rezidencije sadrži golemu umjetničku i arheološku zbirku iz cijelog svijeta. Muzej, kojeg je 1764. osnovala Katarina II. Velika, smješten je u 6 velikih palača uključujući i Zimski dvorac. Ruski muzej, veliki je muzej posebno posvećen ruskim lijepim umjetnostima. Stanovi nekih od čuvenih Peterbužana, uključujući Aleksandra Puškina, Fjodora Dostojevskog, Nikolaja Rimski-Korsakova, Fedora Šaljapina, Aleksandera Bloka, Vladimira Nabokova, Anu Ahmatovu, Mihaila Zoščenka, Josifa Brodskog, kao i neke palače i parkovi u južnim predgrađima i istaknuti arhitektonski spomenici, također su pretvoreni u muzeje.
Kunstkamera, čiju je kolekciju radi prikupljanja kurioziteta iz cijelog svijeta 1714. osnovao Petar Veliki, ponekad se smatra prvim muzejem u Rusiji i danas djeluje kao Antropološki i etnografski muzej. Ruski etnografski muzej, izdvojen iz Ruskog muzeja, posvećen je kulturama naroda Rusije, bivšeg Sovjetskog Saveza i Ruskog carstva.
Ostali su istaknuti muzeji Centralni mornarički muzej, smješten u zgradi bivše burze, Zoološki muzej, Željeznički muzej, Muzej opsade Lenjingrada, Sanktpeterbuški povijesni muzej u Petropavlovskoj tvrđavi i Muzej topništva, gdje je osim topništva izložena i velika kolekcija razne vojne opreme, uniformi i odličja.

### Parkovi
Sankt Peterburg krase brojni parkovi i vrtovi, od kojih su najpoznatiji smješteni u južnim predgrađima, uključujući u Pavlovsku i jedan od najvećih engleskih parkova u Europi. Sosnovka je najveći park na teritoriju grada, površine 240 ha. Ljetnji vrt je najstariji park, datira iz početka 18. stoljeća i projektiran je u pravilnom stilu. Lociran je na južnoj obali Neve na vrhu Fontanke i poznat je po ogradama od lijevanog željeza i mramornim skulpturama.
Među ostalim parkovima ističu se Primorski park pobjede na otoku Krestovski, i na jugu Moskovski park pobjede, oba posvećena pobjedi nad Nacističkom Njemačkom u drugom svjetskom ratu, Centralni park kulture i rekreacije na otoku Jeljagin i Tauridski vrt oko Tauridskog dvorca.
U parkovima, najčešća su stabla  hrast lužnjak, javor mliječ, američki jasen, obična breza, sibirski ariš, srebrna smreka, krhka vrba, lipa i topola. Značajne dendrološke kolekcije iz 19. stoljeća nalaze se u Sanktpeterburškom botaničkom vrtu i Parku šumarske akademije.

## Promet
Sankt Peterburg veliko je prometno čvorište. U gradu je 1837. izgrađena prva željeznica u Rusiji i od tada se gradska prometna infrastruktura nastavila razvijati s rastom grada. Sankt Peterburg ima opsežni sustav lokalnih cesta i željeznica, održava veliki javni prijevoz koji uključuje tramvaje i metro, i usluge riječnog transporta koji putnike prevozi gradom efikasno i relativno udobno.
Grad je povezan s ostatkom Rusije i svijetom saveznim autocestama i nacionalnim i međunarodnim željezničkim pravcima. Međunarodni aerodrom Pulkovo opslužuje većinu zračnih putnika na dolasku ili odlasku iz grada.

### Željeznice
Grad je krajnja destinacija mreže međugradskih i prigradskih željeznica, s pet različitih željezničkih terminala: Baltički, Finski, Ladoški, Moskovski i Vitebski terminal, kao i desetaka željezničkih stanica unutar federalnog subjekta. Međunarodni željeznički pravci uključuju veze s Helsinkijem u Finskoj, Berlinom u Njemačkoj i svim bivšim republikama SSSR-a. Željeznica Riihimäki–Sankt Peterburg, koja je veći dio pravca za Helsinki, izgrađena je 1870. Put od 443 km traje oko pet i pol sati, s tri polaska dnevno.
Željeznička pruga Moskva-Sankt Peterburg, dugačka 651 km, otvorena je 1851. Put do Moskve danas traje oko četiri i pol sata do devet sati.
Godine 2009., Ruske željeznice uvele su na pravcu Moskva-Sankt Peterburg uslugu velike brzine. Novi vlak, poznat kao Sapsan, verzija je vlaka Siemens Velaro, kojeg su razne verzije već u prometu više europskih zemalja. Dana 2. svibnja 2009., postavio je rekord najveće brzine vlaka u Rusiji, s 281 km/h i 7. svibnja 2009. s 290 km/h.

### Zračni promet
Sankt Peterburg opslužuju Međunarodni aerodrom Pulkovo, i tri manja civilna i teretna aerodroma u predgrađima. 
Zračna luka Pulkovo otvorena je putnicima kao manji aerodrom 1931. Prema podacima iz 2007., to je četvrta najprometnija zračna luka u Rusiji nakon Moskovskih aerodroma Domodedovo, Šeremetjevo i Vnukovo. S dva glavna terminala (jedan za domaći promet i jedan za međunarodni), Pulkovo je jedna od najvećih i najmodernih zračnih luka u Ruskoj Federaciji. Ipak, kako se predviđa da će do 2025. promet na Pulkovu porasti na oko 17 milijuna putnika godišnje, planira se proširenje terminala izravno na sjevernu stranu od terminala 1 (domaći promet), koji bi trebao imati 18 boarding gates. Izgradnja je trebala započeti 2008., s planiranim dovršenjem 2010./2011., ali do sada radovi nisu otpočeli.
Redovna brza autobusna linija 24/7, povezuje zračnu luku i središte grada.

### Plovni putevi
Grad opslužuju putničke i teretne morske luke, s riječnom lukom uzvodno na Nevi, i desecima manjih putničkih stanica na obje obale rijeke. Grad je krajnja stanica Volško-baltičkog i bjelomorsko-baltičkog vodenog puta. 
Godine 2004., otvoren je 2824 m dugački Veliki Obuhovski most, prvi visoki most na Nevi. Hidrogliseri tipa Meteor od svibnja do listopada povezuju centar grada s obalnim gradovima Kronštadtom, Lomonosovim, Peterhofom, Sestroreckom i Zelenogorskom. Kroz mnoge kanale u gradu, tijekom toplijih mjeseci prometuju manji brodovi i riječni taxiji.

### Ceste i javni prijevoz
Sankt Peterburg raspolaže s opsežnom mrežom javnog prijevoza (autobusi, tramvaji, trolejbusi) i nekoliko stotina ruta maršrutki. Tramvaj je bio glavno sredstvo prijevoza u Sankt Peterburgu. Tijekom 1980-ih, grad je imao najveću tramvajsku mrežu na svijetu, ali mnoge su tračnice demontirane 2000-ih. 
Autobusi dnevno prevoze do 3 milijuna putnika na 250 gradskih i određenom broju prigradskih linija. Sustav brzog prijevoza podzemnom željeznicom otvoren je 1955. Danas raspolaže s pet linija i 64 stanice, povezuje svih pet željezničkih terminala i prevozi 3,4 milijuna putnika dnevno.
Prometna zakrčenja česta su u gradu, radi velikog dnevnog volumena prometa između centra grada i prigradskih naselja, međugradskog prometa i ponekad obilnog snijega po zimi. Pet segmenata kružne autoceste oko grada otvoreno je između 2002. i 2006. Dovršenje punog prstena planirano je 2010.
Sankt Peterburg dio je značajnog prometnog koridora koji povezuje Skandinaviju s Rusijom i istočnom Europom. Grad je čvorište europskih cesta E18 prema Helsinkiju, E20 prema Tallinnu, E95 prema Pskovu, Kijevu i Odesi, E105 prema Petrozavodsku, Murmansku i Kirkenesu (sjever) i prema Moskvi i Harkovu (jug).

## Obrazovanje
Godine 2006./2007., u Sankt Peterburgu bilo je 1024 dječja vrtića, 716 državnih škola i 80 strukovnih škola. Najveće su institucije višeg obrazovanja Državno sveučilište u Sankt Peterburgu, koje upisuje oko  20 tisuća do 24.999 studenata, Sanktpeterburško tehničko sveučilište i Sveučilište Herzen. Ipak, sva su sveučilišta vlasništvo federacije i ne pripadaju gradu.
Sankt Peterburg je povijesno bio središte ruske znanosti. U gradu se nalazi više od 100 sveučilišta, visokih škola i tehničkih fakulteta. Od toga su 43 državno-civilna, 22 vojna, a oko 50 je u privatnom vlasništvu, ali s državnom licencom. Neka od poznatijih sveučilišta uključuju Državno sveučilište u Sankt Peterburgu, Državno sveučilište za ekonomiju i financije, Državno politehničko sveučilište, Europsko sveučilište u Sankt Peterburgu, Baletnu akademiju Vaganova, Rusku akademiju umjetnosti i Konzervatorij u Sankt Peterburgu. Vojne institucije uključuju, na primjer, Vojno inženjerijsko sveučilište, Vojnu akademiju postrojbi za komunikaciju SM Budyonny, VMA SM Kirov i Vojnu akademiju za pozadinu i promet.
Nekoliko dobitnika Nobelove nagrade živjelo je i radilo u Sankt Peterburgu, među njima i posljednji Schores Alfjorov, dobitnik Nobelove nagrade za fiziku 2000. godine, bivši direktor Instituta Joffe.

Uz Steklov institut za matematiku, St. Petersburg ima institut za matematička istraživanja svjetske klase. Vodeći matematičari, uključujući osvajača Fieldsove medalje Grigorija Perelmana, radili su u ovom institutu.

## Kultura

### Glazba
Među više od 50 kazališta u gradu, svjetski je slavni Marijinski teatar (također poznat kao Kirov teatar u doba SSSR-a), dom Marijinskog baleta i opere. Čuveni baletani, kao Vaclav Nižinski, Ana Pavlova, Rudolf Nurejev, Mihail Barišnjikov, Galina Uljanova i Natalija Makarova, bili su zvijezde Marijinskog baleta.
Dmitrij Šostakovič rođen je i odrastao u Sankt Peterburgu, te je svoju 7. simfoniju, djelo koje je skladao za vrijeme njemačke opsade, posvetio gradu, nazvavši ju "Lenjingradskom simfonijom". Premijerno je izvedena 1942., koncert u Velikoj filharmonijskoj dvorani u opkoljenom Lenjingradu pod ravnanjem dirigenta Karla Eliasberga, prenošen je na radiju, što je podiglo moral preživjelima. Godine 1992., simfonija je ponovo izvedena u istoj dvorani kao i prije 50 godina. Sanktpeterburški filharmonijski orkestar, pod vodstvom dirigenata Jevgenija Mravinskog i Jurija Termikanova, jedan je od najpoznatijih simfonijskih orkestara na svijetu.
Prvu jazz skupinu u Sovjetskom Savezu osnovao je 1920-ih u Sankt Peterburgu Leonid Utjosov, pod pokroviteljstvom Isaka Dunajevskog. U gradu je 1950-ih osnovan i prvi jazz klub u SSSR-u, kasnije nazvan Jazz klub Kvadrat. Godine 1956., Aleksandr Bronevicki i Edita Pjeha osnovali su popularni ansambl Družba, prvu grupu zabavne glazbe u Sovjetskom Savezu. 1960-ih, studentske rock grupe Argonauti, Kočevniki i druge, započele su niz neslužbenih underground koncerata i festivala. Godine 1972., Boris Grebenšikov osnovao je grupu Akvarium, koja je kasnije postigla veliku popularnost.
1970-ih, mnogi su sastavi izašli u javnost i osnovali Lenjingradski rock klub, koji je omogućio nastupe grupama Piknik, DDT, Kino (frontmen čuveni Viktor Coi), Igri, Mifi, Zemljane, Alisa i mnogim drugima. Danas, u Sankt Peterburgu djeluju mnogi istaknuti glazbenici različitih stilova, od Sergeja Šnurova (grupa Lenjingrad) i Tequilajazzza, do rock veterana Jurija Ševčuka, Vjačeslava Butusova i Mihaila Bojarskog.
Festival "Bijelih noći" u Sankt Peterburgu poznat je po spektakularnom vatrometu i velikim predstavama koje obilježavaju kraj školske godine.

### Film
Više od 250 međunarodnih i ruskih filmova snimljeno je u Sankt Peterburgu. Više od 1000 filmova o ruskim carevima, revoluciji ili raznim temama ambijentiranim u Sankt Peterburgu, snimljeno je na drugim lokacijama u svijetu. Prvi filmski studio u gradu osnovan je početkom 20. stoljeća, dok je od 1920-ih Lenfilm bio najveći filmski studio u gradu. Prvi strani film u potpunosti snimljen u Sankt Peterburgu bila je adaptacija Tolstojeve Ane Karenjine, sa Sophie Marceau i Seanom Beanom u glavnim ulogama i britansko-američko-francusko-ruskom filmskom ekipom. 
Kultna komedija Ironija sudbine (također Ирония судьбы, или С лёгким паром!), ambijentirana u Sankt Peterburgu, ismijava sovjetsko urbanističko planiranje. Godine 1985., film Bijele noći, na zapadu je privukao veliku pozornost javnosti radi izvornih snimki Lenjingradskih ulica, u doba dok rad zapadnim produkcijskim kućama u Sovjetskom Savezu nije bio moguć. Ostali filmovi uključuju Zlatno oko (1995.), Midnight in Saint Petersburg (1996.) i Brat (1997.). Film Onjegin (1999.) temeljen je na Puškinovoj poemi, prikazuje mnoge znamenitosti grada. Također, ruska romantična komedija Питер FM, opsežno prikazuje gradski pejzaž, gotovo kao da je glavni lik u filmu.
Nekoliko međunarodnih filmskih festivala godišnje se održava u gradu, kao Festival festivala ili Međunarodni festival dokumentarnog filma, koji se od 1988. održava tijekom Bijelih noći.

### Književnost
Sankt Peterburg ima dugu i svjetski poznatu tradiciju književnosti. Dostojevski nazvao ga je "Najapstraktnijim i samovoljnijim gradom na svijetu," naglašavajući izvještačenost grada, ali bio je također i simbol suvremenog nereda u Rusiji koja se mijenjala. Ruski pisci često su ga doživljavali kao prijeteći i nehuman mehanizam. Groteskni, često košmarni imidž grada istaknut je u posljednjim Puškinovim pjesmama, Petrogradskim pripovijetkama Gogolja, novelama Dostojevskog, stihovima Bloka i Mandeljštama i u simbolističkom romanu Peterburg Andreja Belog. Prema Juriju Lotmanu, u poglavlju "Simbolizam Sankt Peterburga" iz djela Universe of the Mind: a Semiotic Theory of Culture, navedeni književnici bili su nadahnuti simbolizmom iz samog grada. Posljedice života u Sankt Peterburgu na 
položaj siromašnog službenika u društvu opsjednutom hijerarhijom i statusom također su postale značajna tema za pisce kao što su Puškin, Gogolj i Dostojevski. Još jedna važna značajka književnosti Sankt Peterburga mistični je element, koji uključuje urbane legende i popularne priče o sablastima, jer djela Puškina i Gogolja uključuju priče o duhovima koje se vraćaju u Sankt Peterburg u potragu za drugim likovima, kao i druge fantastične elemente, stvarajući nadrealni i apstraktni imidž grada.
Pisci iz 20. stoljeća, kao Vladimir Nabokov, Ayn Rand, Andrej Beli i Jevgenij Zamjatin, zajedno sa svojim učenicima Serapionovim bratstvom, stvorili su potpuno nove književne stilove i pridonijeli novim uvidima u razumijevanje društva kroz vlastita iskustva u gradu. Ana Ahmatova postala je istaknutom figurom ruske poezije. Njena poema Requiem fokusira se na tragedije života za vrijeme staljinističkog terora. Također je značajan i Josif Brodski, dobitnik Nobelove nagrade za književnost 1987. Dok je živio u Sjedinjenim Državama, njegova djela na engleskom bila su obraz života i u Sankt Peterburgu iz jedinstvene perspektive insajdera i autsajdera u djelima Vodič za preimenovani grad i U sobi i pol.

## Sport
U Lenjingradu je održan dio nogometnog turnira tijekom Olimpijskih igara 1980. Godine 1994., u Sankt Peterburgu su održane Igre dobre volje.
Prvo sportsko natjecanje Sankt Peterburgu bilo je 1703. veslanje na inicijativu Petra Velikog, nakon pobjede nad švedskom flotom. Natjecanja u jedrenju Ruska je mornarica održavala već od osnivanja grada. U gradu djeluje nekoliko jahtaških klubova: St. Petersburg River Yacht Club i Nevski flot, najstariji jahtaški klub na svijetu. Zimi, kada radi zaleđenog mora i jezera nije moguće koristiti jedrilice i čamce, prakticira se jedrenje na ledu. 
Konjički sport posjeduje dugu tradiciju, bio je omiljen kod careva i aristokracije, ali i kao dio vojne obuke. Od 18. stoljeća izgrađeno je nekoliko sportskih dvorana za jahanje, radi mogućnosti treniranja cijelu godinu, između ostalih Zimni Stadion i Konjogvardejski Manjež.
Tradiciju šaha naglasio je međunarodni turnir 1914., na kojem je naslov "velemajstora" prvi puta petorici šahista, Laskeru, Capablanci, Aljehinu, Tarraschu i Marshallu
službeno dodijelio car Nikola II., koji je djelomično i financirao događaj.
Stadion Kirov (danas porušen) bio je jedan od najvećih stadiona u svijetu, i od 1950. do 1993., i 1995., dom nogomentog kluba Zenit. Godine 1951., raspolagao je za SSSR rekordnim kapacitetom od 110 000 gledatelja. Godine 2007., Zenit je postao prvak Ruske nogometne premijer-lige, osvojio je Kup UEFA u sezoni 2007. – 2008. i UEFA Superkup 2008. Utakmice na domaćem terenu, Zenit igra na stadionu Petrovskij.
U Sankt Peterburgu je 2018. godine održano nekoliko utakmica Svjetskog prvenstva u nogometu 2018. godine. U njemu su se igrale grupne igre, kolo od 16 utakmica, polufinale i utakmica za treće mjesto. Sve utakmice odigrane su na novom stadionu Krestovski (Sankt-Peterburg Arena) koji je otvoren 2017. god.